# Sainte-Radegonde (Gironde)
Pour les articles homonymes, voir Sainte-Radegonde.
Sainte-Radegonde est une commune du Sud-Ouest de la France, située dans le département de la Gironde, en région Nouvelle-Aquitaine.

## Géographie

### Localisation
Sainte-Radegonde se trouve dans l'Entre-deux-Mers, à 8 km au sud de Castillon-la-Bataille, à 25 km à l'est de Libourne et 45 km de Bordeaux.

### Communes limitrophes
Sainte-Radegonde est limitrophe de huit autres communes, dont Saint-Antoine-du-Queyret au sud par un quadripoint.
| Mouliets-et-Villemartin | Flaujagues               | Juillac              |
|                         | Sainte-Radegonde         | Gensac               |
| Doulezon                | Saint-Antoine-du-Queyret | Coubeyrac, Pellegrue |

### Climat
Pour des articles plus généraux, voir Climat de la Nouvelle-Aquitaine et Climat de la Gironde.
Historiquement, la commune est exposée à un climat océanique aquitain.  
En 2020, Météo-France publie une typologie des climats de la France métropolitaine dans laquelle la commune est exposée à un climat océanique et est dans la région climatique  Aquitaine, Gascogne, caractérisée par une pluviométrie abondante au printemps, modérée en automne, un faible ensoleillement au printemps, un été chaud (19,5 °C), des vents faibles, des brouillards fréquents en automne et en hiver et des orages fréquents en été (15 à 20 jours).
Pour la période 1971-2000, la température annuelle moyenne est de 13 °C, avec une amplitude thermique annuelle de 14,9 °C. Le cumul annuel moyen de précipitations est de 822 mm, avec 9,6 jours de précipitations en janvier et 6,5 jours en juillet. Pour la période 1991-2020, la température moyenne annuelle observée sur la station météorologique la plus proche, située sur la commune de Talence à 15 km à vol d'oiseau, est de 14,3 °C et le cumul annuel moyen de précipitations est de 884,0 mm,. Pour l'avenir, les paramètres climatiques de la commune estimés pour 2050 selon différents scénarios d’émission de gaz à effet de serre sont consultables sur un site dédié publié par Météo-France en novembre 2022.

## Urbanisme

### Typologie
Au 1er janvier 2024, Sainte-Radegonde est catégorisée commune rurale à habitat très dispersé, selon la nouvelle grille communale de densité à sept niveaux définie par l'Insee en 2022.
Elle est située hors unité urbaine et hors attraction des villes,.

### Occupation des sols

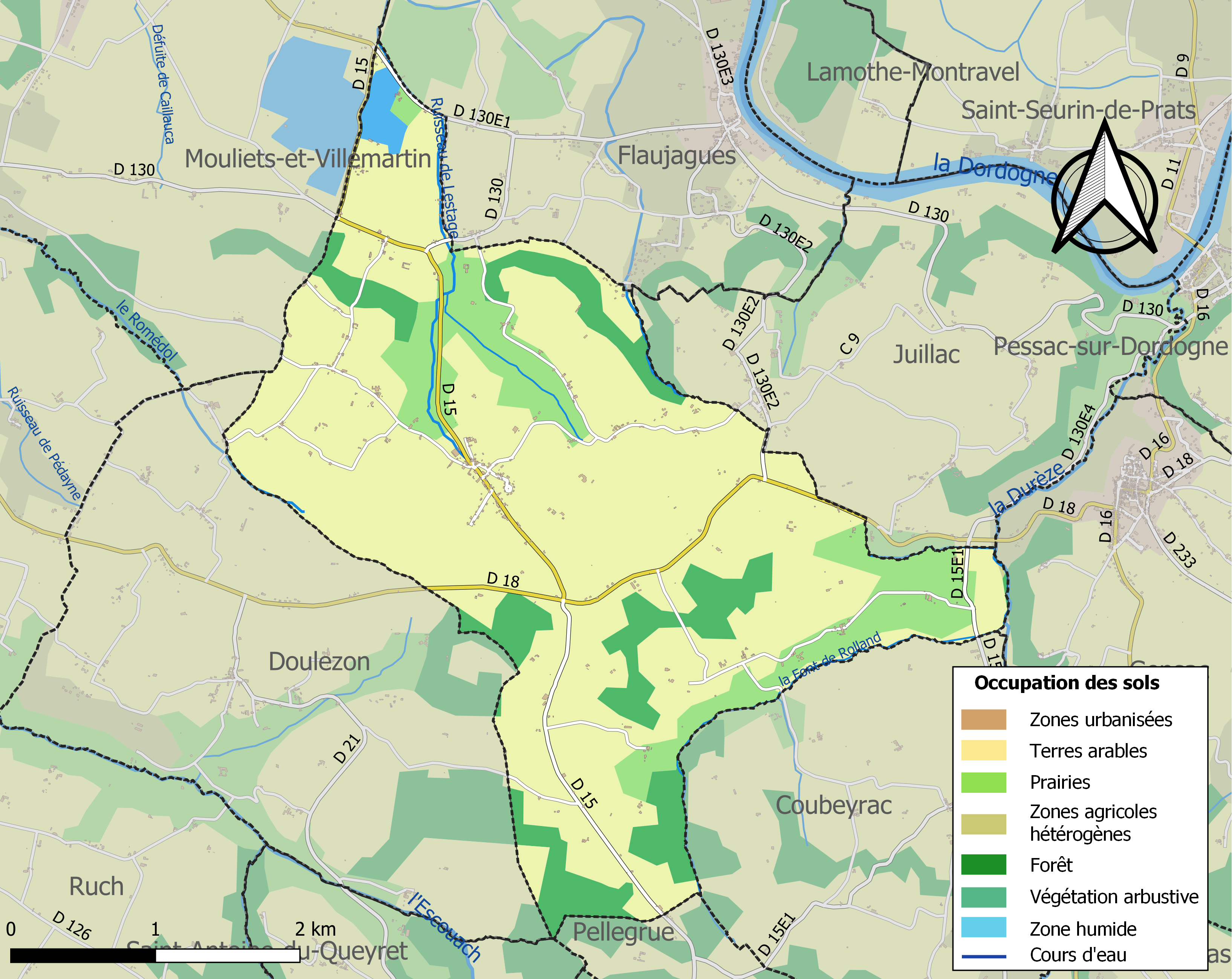
Carte des infrastructures et de l'occupation des sols de la commune en 2018 (CLC).

L'occupation des sols de la commune, telle qu'elle ressort de la base de données européenne d’occupation biophysique des sols Corine Land Cover (CLC), est marquée par l'importance des territoires agricoles (86,8 % en 2018), une proportion sensiblement équivalente à celle de 1990 (87,6 %). La répartition détaillée en 2018 est la suivante : 
cultures permanentes (71,4 %), prairies (13,6 %), forêts (12,2 %), terres arables (1,8 %), eaux continentales (1 %), zones agricoles hétérogènes (0,1 %). L'évolution de l’occupation des sols de la commune et de ses infrastructures peut être observée sur les différentes représentations cartographiques du territoire : la carte de Cassini (XVIIIe siècle), la carte d'état-major (1820-1866) et les cartes ou photos aériennes de l'IGN pour la période actuelle (1950 à aujourd'hui).

### Risques majeurs
Le territoire de la commune de Sainte-Radegonde est vulnérable à différents aléas naturels : météorologiques (tempête, orage, neige, grand froid, canicule ou sécheresse) et séisme (sismicité très faible). Il est également exposé à un risque technologique, la rupture d'un barrage. Un site publié par le BRGM permet d'évaluer simplement et rapidement les risques d'un bien localisé soit par son adresse soit par le numéro de sa parcelle.

#### Risques naturels

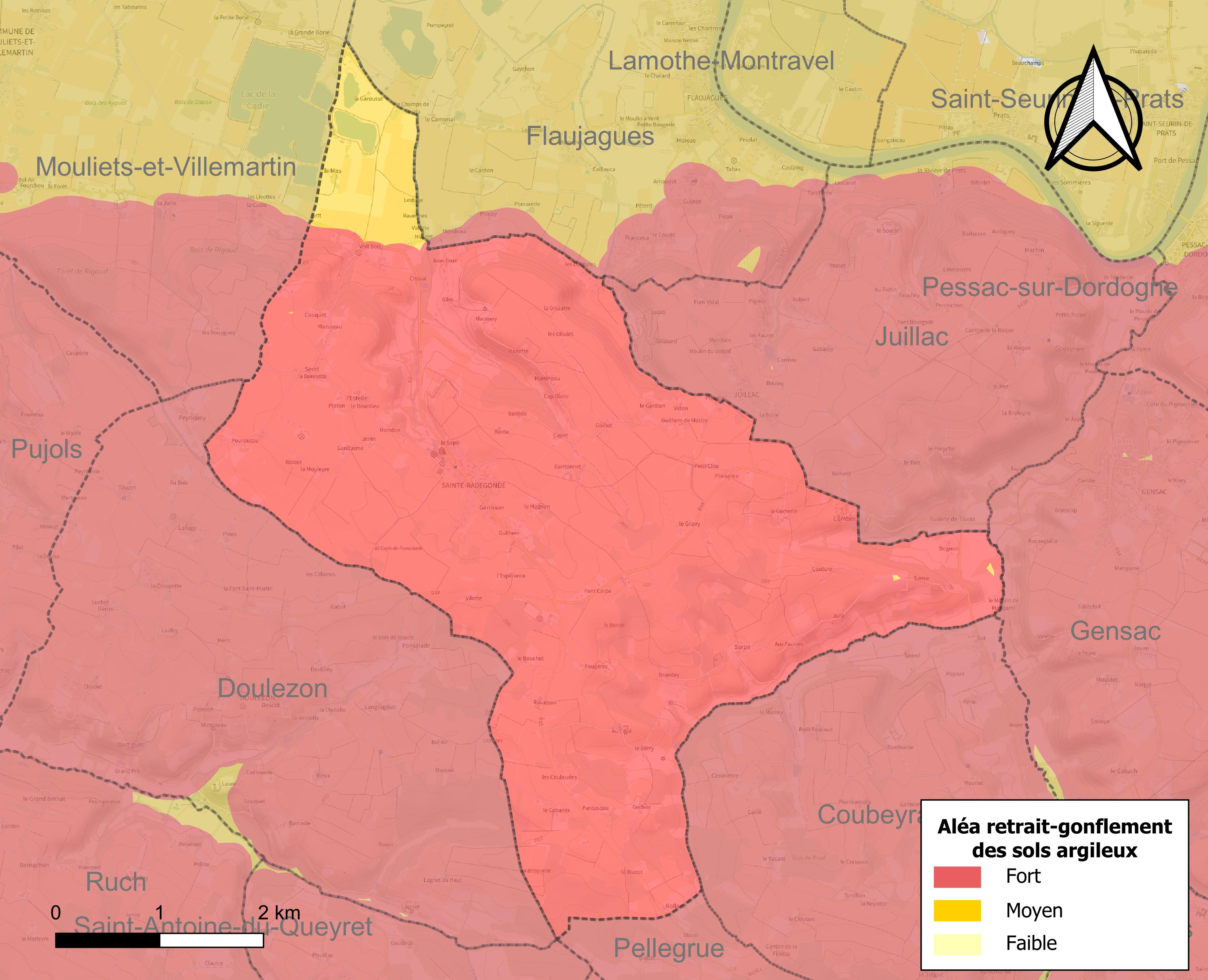
Carte des zones d'aléa retrait-gonflement des sols argileux de Sainte-Radegonde.

Le retrait-gonflement des sols argileux est susceptible d'engendrer des dommages importants aux bâtiments en cas d’alternance de périodes de sécheresse et de pluie. La totalité de la commune est en aléa moyen ou fort (67,4 % au niveau départemental et 48,5 % au niveau national). Sur les 245 bâtiments dénombrés sur la commune en 2019, 245 sont en aléa moyen ou fort, soit 100 %, à comparer aux 84 % au niveau départemental et 54 % au niveau national. Une cartographie de l'exposition du territoire national au retrait gonflement des sols argileux est disponible sur le site du BRGM,.
La commune a été reconnue en état de catastrophe naturelle au titre des dommages causés par les inondations et coulées de boue survenues en 1982, 1997, 1999, 2005 et 2009, par la sécheresse en 2011 et par des mouvements de terrain en 1999.

#### Risques technologiques
La commune est en outre située en aval du  barrage de Bort-les-Orgues, un ouvrage sur la Dordogne de classe A soumis à PPI, disposant d'une retenue de 477 millions de mètres cubes. À ce titre elle est susceptible d’être touchée par l’onde de submersion consécutive à la rupture de cet ouvrage.

## Histoire
Cette localité remonte au Moyen Âge. Elle fut fondée vraisemblablement par des religieux attirés par la présence d’une fontaine.
Ils construisirent un petit monastère avec l'église. Il se peut que certains étant passés par Poitiers en aient rapporté quelques dévotions pour sainte Radegonde, d'où le nom qui fut donné. Radegonde, pour échapper à la brutalité de son mari Clotaire, se fit religieuse et fonda un monastère à Poitiers.

### Les Templiers et les Hospitaliers
À l'origine, Sainte-Radegonde était une possession des Templiers. Les Hospitaliers leur succédèrent.[réf. nécessaire]

## Politique et administration
| Période                                  | Période       | Identité              | Étiquette | Qualité  |
| ---------------------------------------- | ------------- | --------------------- | --------- | -------- |
| Les données manquantes sont à compléter. |               |                       |           |          |
|                                          |               |                       |           |          |
| 1989                                     | mars 2008     | Guy André Selves      | PS        |          |
| mars 2008                                | mars 2012     | Jacques Pauillac      | PS        |          |
| mars 2012                                | juin 2012     | Délégation spéciale   |           |          |
| juin 2012                                | juillet 2020  | Jean-Jacques Mathieu  | PS        | Retraité |
| juillet 2020                             | novembre 2023 | Robert Hardy          |           |          |
| novembre 2023                            | décembre 2023 | Délégation spéciale   |           |          |
| décembre 2023                            | En cours      | Jean-Claude Guillaume |           |          |

Le conseil municipal est dissous par décret du 16 mars 2012. Une délégation spéciale assure les affaires courantes en attendant des élections municipales en juin 2012.

## Démographie
L'évolution du nombre d'habitants est connue à travers les recensements de la population effectués dans la commune depuis 1793. Pour les communes de moins de 10 000 habitants, une enquête de recensement portant sur toute la population est réalisée tous les cinq ans, les populations de référence des années intermédiaires étant quant à elles estimées par interpolation ou extrapolation. Pour la commune, le premier recensement exhaustif entrant dans le cadre du nouveau dispositif a été réalisé en 2004.

En 2022, la commune comptait 427 habitants, en évolution de −8,76 % par rapport à 2016 (Gironde : +6,91 %, France hors Mayotte : +2,11 %).
| 1793 | 1800 | 1806 | 1821 | 1831 | 1836 | 1841 | 1846 | 1851 |
| ---- | ---- | ---- | ---- | ---- | ---- | ---- | ---- | ---- |
| 907  | 714  | 817  | 786  | 628  | 647  | 639  | 658  | 677  |

| 1856 | 1861 | 1866 | 1872 | 1876 | 1881 | 1886 | 1891 | 1896 |
| ---- | ---- | ---- | ---- | ---- | ---- | ---- | ---- | ---- |
| 638  | 589  | 601  | 773  | 655  | 629  | 574  | 568  | 594  |

| 1901 | 1906 | 1911 | 1921 | 1926 | 1931 | 1936 | 1946 | 1954 |
| ---- | ---- | ---- | ---- | ---- | ---- | ---- | ---- | ---- |
| 654  | 652  | 613  | 603  | 613  | 584  | 617  | 634  | 601  |

| 1962 | 1968 | 1975 | 1982 | 1990 | 1999 | 2004 | 2006 | 2009 |
| ---- | ---- | ---- | ---- | ---- | ---- | ---- | ---- | ---- |
| 496  | 452  | 354  | 364  | 426  | 438  | 463  | 474  | 457  |

| 2014 | 2019 | 2022 | - | - | - | - | - | - |
| ---- | ---- | ---- | - | - | - | - | - | - |
| 469  | 435  | 427  | - | - | - | - | - | - |

## Économie
La commune est essentiellement à vocation viticole et produit des vins d’appellation entre-deux-mers et bordeaux-supérieurs rouges, blancs et rosés.

## Lieux et monuments
- Église romane Sainte-Radegonde des XIe et XIIe siècles, remaniée au XVIe siècle, restaurée au XXe siècle, inscrite en 2001 puis classée au titre des monuments historiques en 2002[27].
- Maison noble de Pilets inscrite en 1988 au titre des monuments historiques[28].
- Domaine le Sèpe des XVIIe et XVIIIe siècles
- Anciens moulins à vent rénovés.
- Monument aux morts, buste d’Oscar de Géreaux.
- Abreuvoir, lavoir, fontaine du XIXe siècle.
- Pigeonnier de 1903.

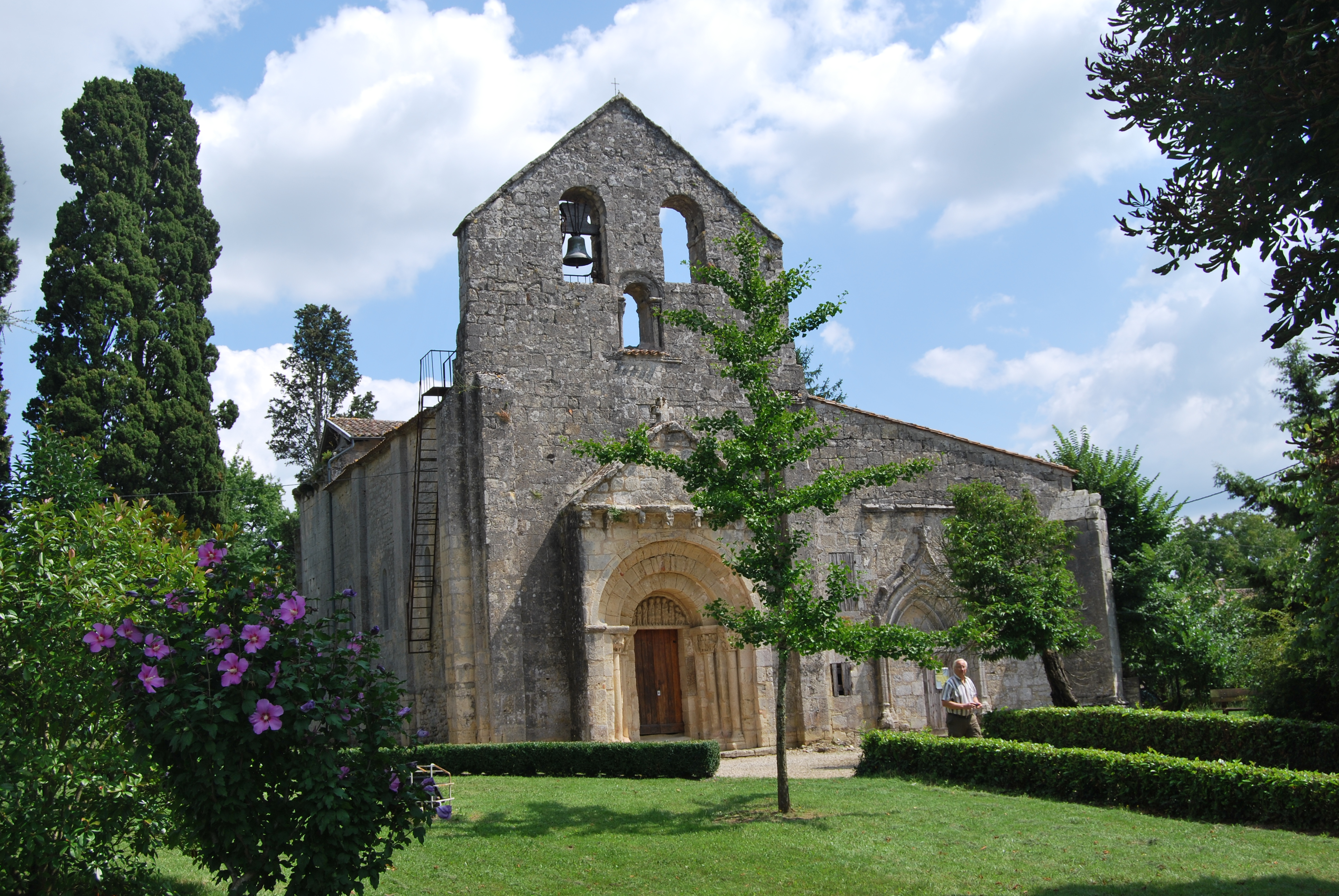
L'église Sainte-Radegonde (juillet 2014)
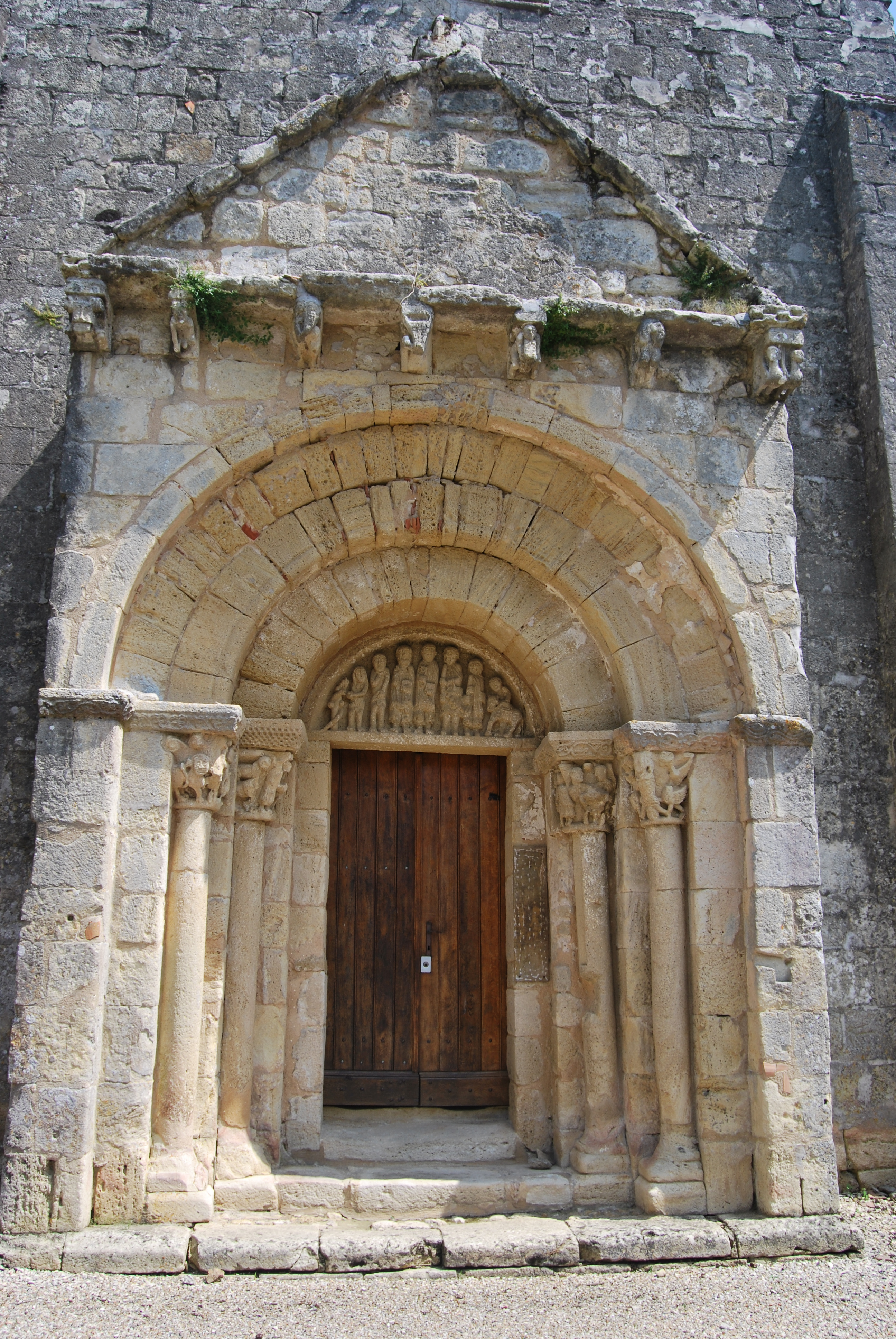
Le portail de l'église (juillet 2014)
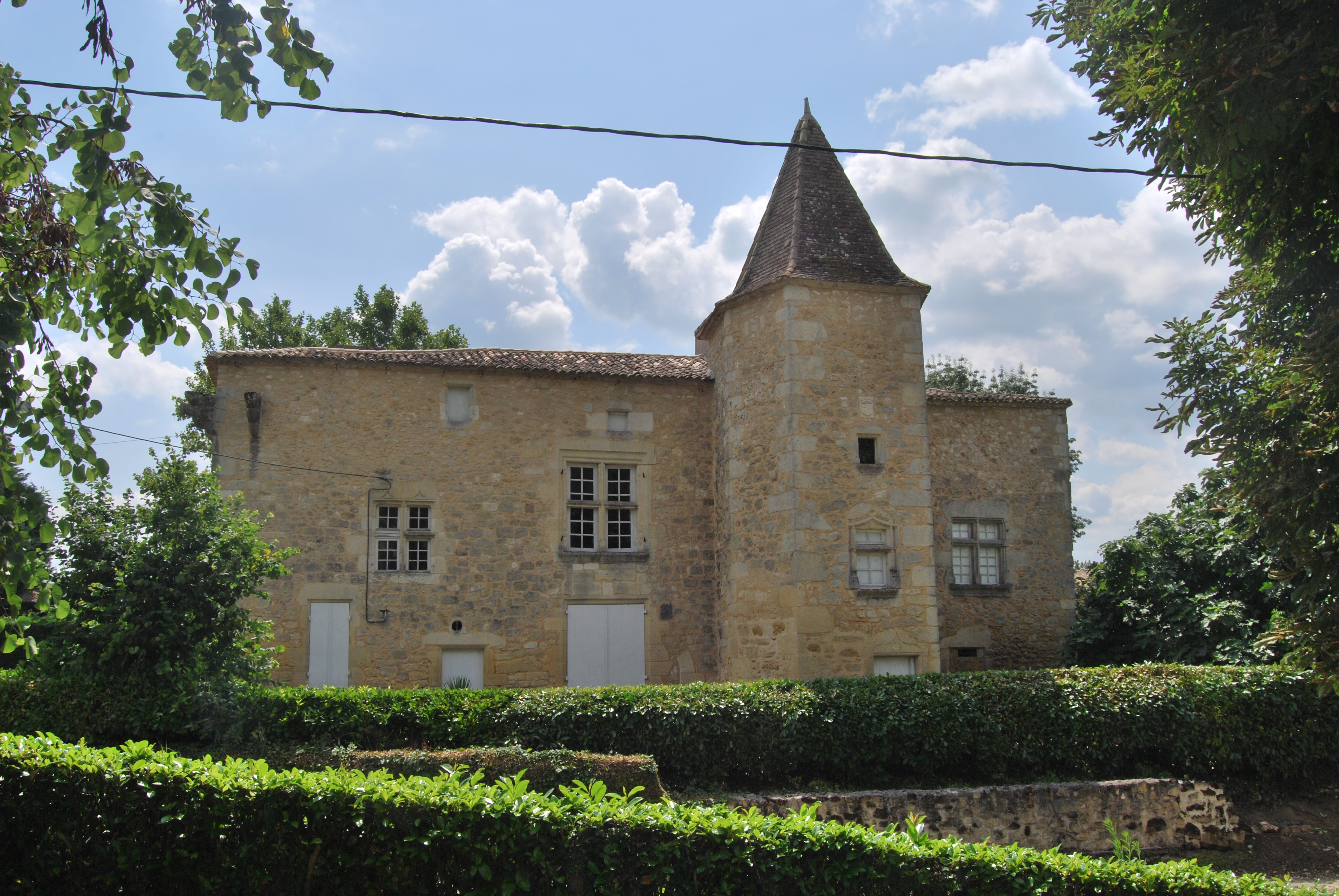
La maison noble de Pilets (juillet 2014)

## Personnalités liées à la commune
- Ezéchiel de Mélac (1630-1704), général de Louis XIV, né dans la commune.